# Musée national des Beaux-Arts (Chili)
Le musée national des Beaux-Arts, au Chili, est un des principaux musées du pays, fondé en 1880. Ce fut le premier musée de sa catégorie fondé en Amérique latine. Le palais des Beaux-Arts, est un ouvrage construit par l'architecte chilien Émile Jéquier dans le style Beaux-Arts.
En face du musée à Parque Forestal en français : « parc forestier », a été érigé le « monument de la Colonie française au centenaire du Chili ».

## Historique

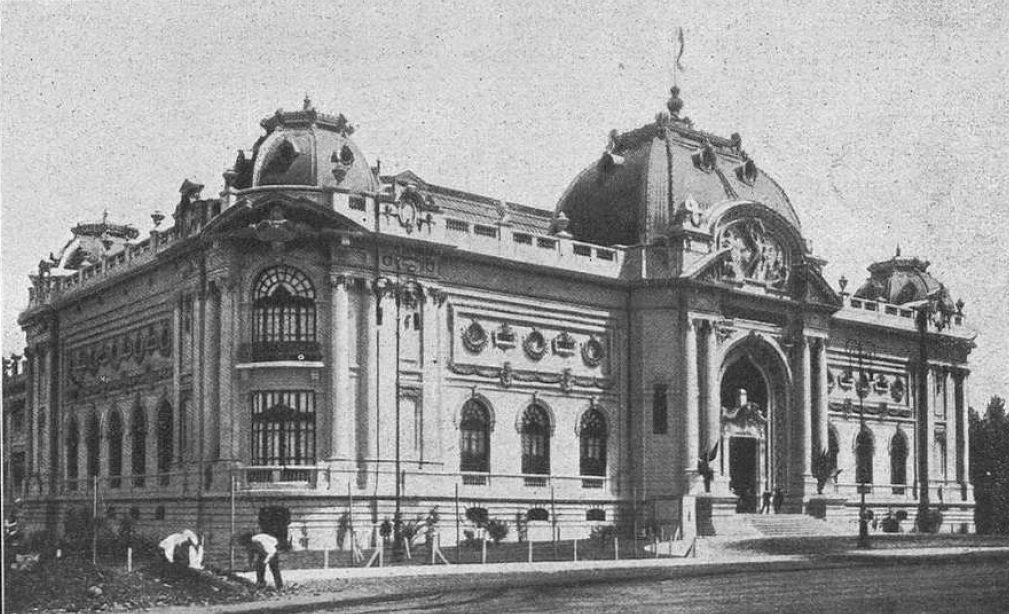
Le Palais des Beaux-Arts en 1911.

Conçu par l'architecte chilien Émile Jécquier, en collaboration avec Mauricio Aubert et Henri Grossin, le Palais des Beaux-Arts est le siège du musée depuis son inauguration en 1910. Il suit un style Beaux-Arts avec des structures métalliques, influencé par le l'architecture s'est répandue au XIXe siècle. La façade et l'organisation interne du bâtiment s'inspirent du style architectural du Petit-Palais à Paris. Le bâtiment dispose d'un grand hall central et d'un grand escalier menant à l'étage supérieur. Afin de laisser entrer la lumière naturelle, elle est couronnée par une grande coupole de verre, avec une structure métallique importée de Belgique, dont le poids est de 115 tonnes. Au-dessus du balcon du deuxième étage se trouvent deux cariatides tenant un bouclier, sculptées par Antonio Coll y Pi.

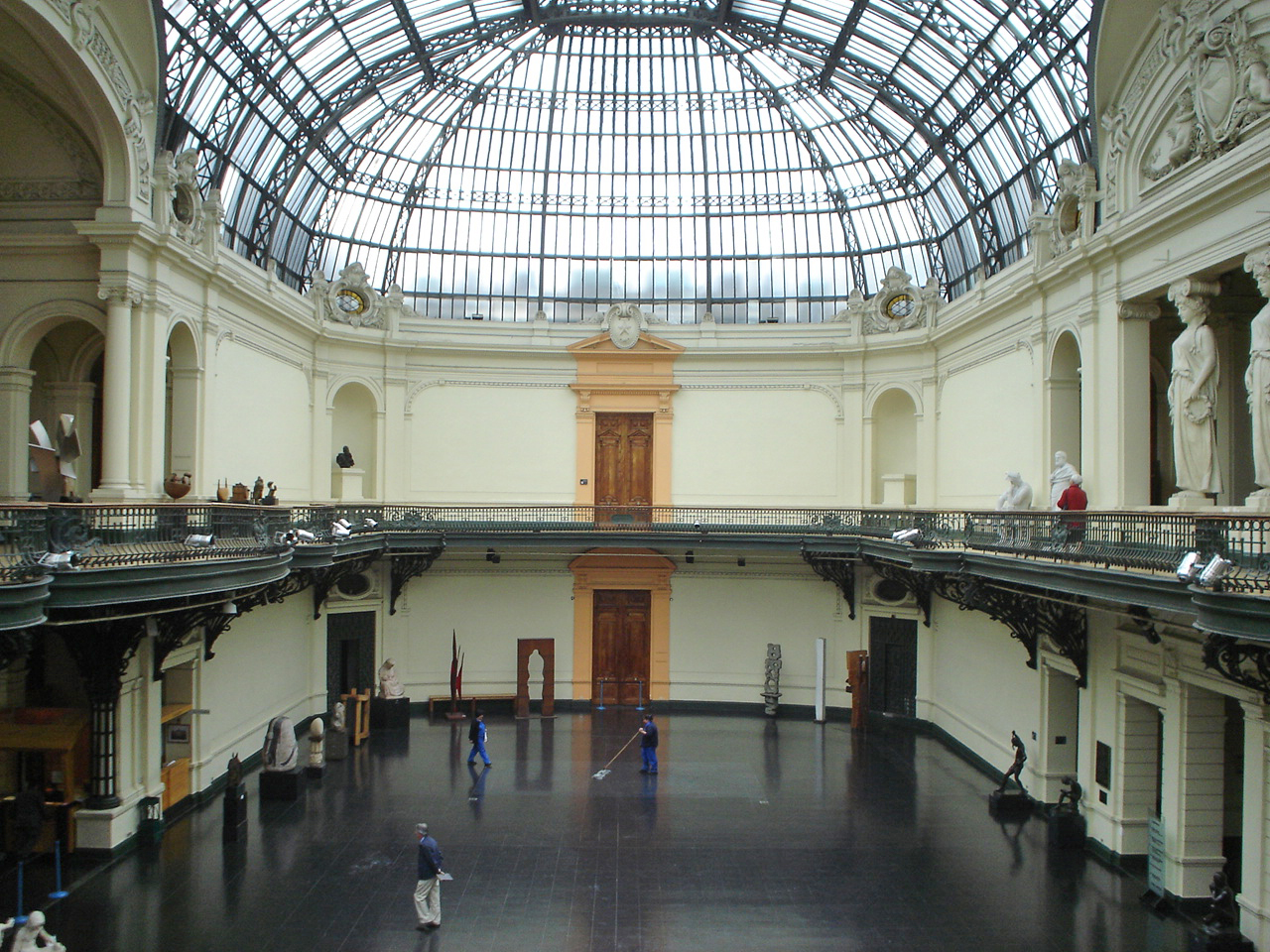
Intérieur du palais avec dôme de verre.

## Artistes dans la collection
- Franz Priking
- Ximena Armas